# Procés 1.001
El procés 1.001, esdevingut a les acaballes del règim franquista, va ser un judici col·lectiu davant del Tribunal d'Ordre Públic (TOP) contra deu membres del sindicat Comissions Obreres acusats d'associació il·lícita, que es produí en un moment d'enorme tensió social provocada pel descontentament dels obrers en demanda de millors condicions de treball i democràcia.
El judici s'inicià el 20 de desembre de 1973 sota una atmosfera de terror, ja que quinze minuts abans de l'hora en què havia de començar el judici, el president del govern, l'almirall Luis Carrero Blanco era assassinat per un comando d'ETA.
Aquesta figura havia de ser el garant de la continuïtat del règim a la mort del dictador, fet que es va veure truncat per aquesta acció terrorista. Amb el nomenament d'Arias Navarro -anteriorment director general de seguretat- com a substitut a la presidència del govern, es va voler transmetre el següent missatge: el Règim faria servir la força per reprimir qualsevol intent oberturista.
Les condemnes, fetes públiques el 27 de desembre, van ser duríssimes, en òbvia compensació a l'extrema dreta per l'assassinat de Carrero Blanco. Un any després s'inicià una nova vista en un clima social força diferent. Els advocats defensors, com l'exministre franquista Joaquín Ruiz-Jiménez Cortés, insistiren que el motiu de la condemna, l'associació obrera, era en altres països de l'entorn immediat un dret, i negaven el caràcter subversiu i de les Comissions Obreres. Uns dies després es feu pública una sentència que rebaixà substancialment les condemnes.
D'entre els condemnats de més renom, en destaquen dos:
- Marcelino Camacho, fundador del sindicat, condemnat a 20 anys de presó i rebaixats finalment a 6
- Nicolás Sartorius, polític en l'època democràtica, condemnat a 19 anys de presó i rebaixats finalment a 5

Els altres condemnats van ser:
- Eduardo Saborido Galán, 20 anys, 6 mesos i 10.000 pessetes de multa
- Francisco García-Salve, 19 anys
- Juan Muñiz Zapico, 19 anys
- Fernando Soto, 17 anys, 4 mesos i un dia
- Francisco Acosta, 12 anys i un dia
- Miguel Zamora 12 anys i un dia
- Luis Fernández, 12 anys i un dia
- Pedro Sebastián, 12 anys i un dia